# تيفادار مونوستوري
تيفادار مونوستوري (بالمجرية: Monostori Tivadar)‏ (مواليد 24 أغسطس 1936) هو لاعب كرة قدم. يلعب مع منتخب المجر لكرة القدم. سبق له أن لعب في كأس العالم لكرة القدم مع منتخب بلاده.

## روابط خارجية
- تيفادار مونوستوري على موقع الاتحاد الدولي (مؤرشف)  (الإنجليزية)
- تيفادار مونوستوري على موقع قاعدة بيانات كرة القدم.إي يو (الإنجليزية)
- تيفادار مونوستوري على موقع بيانات كرة القدم. دي إي (الألمانية)
- تيفادار مونوستوري على موقع ناشيونال فوتبول تيمز (الإنجليزية)
- تيفادار مونوستوري على موقع Soccerway.com (الإنجليزية)
- تيفادار مونوستوري على موقع عالم كرة القدم.نت (الإنجليزية)